# Donja Livadica
Donja Livadica (cyr. Доња Ливадица) – wieś w Serbii, w okręgu podunajskim, w gminie Velika Plana. W 2011 roku liczyła 1709 mieszkańców.